# Gasse (Theater)

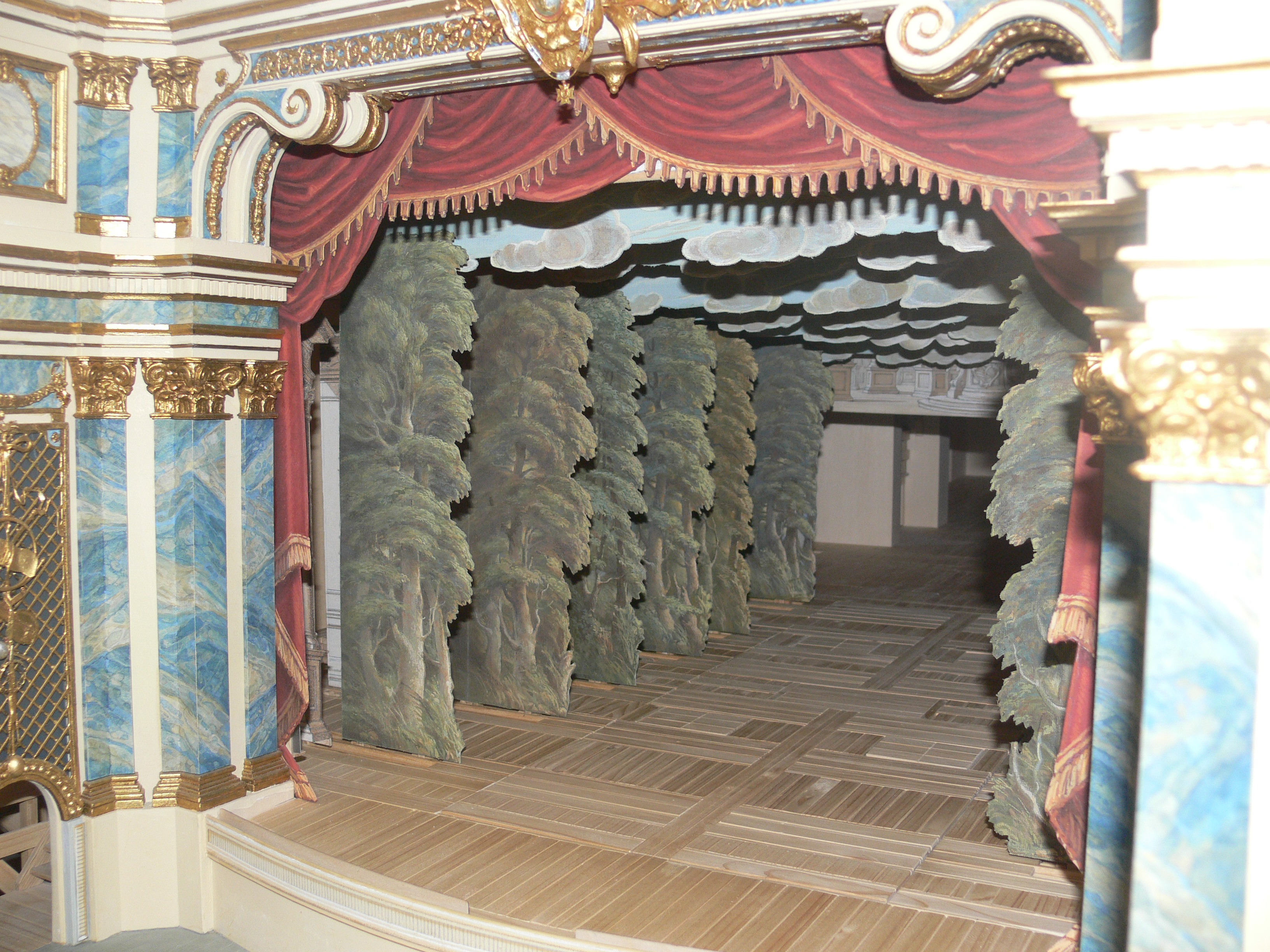
Barocke Bühne im Schlosstheater Schwetzingen mit Gassen

Gasse in der Theatersprache ist ursprünglich eine Bezeichnung für die Räume zwischen den seitlich einschiebbaren Kulissen auf einer Kulissenbühne. Die Gasse kommt vom Barocktheater her, dessen Bühne zur Verstärkung des perspektivischen Eindrucks oben mit einer Staffel von Soffitten und von der Seite mit einer Reihe von Kulissen versehen war.
Eine Gasse ist bis heute der Raum über einem „Streifen“ des Bühnen-Podiums, das von vorne nach hinten in mehrere Gassen eingeteilt sein kann. Seit es die Kulissen nicht mehr gibt, werden die Gassen durch Seitenblenden oder Rahmenvorhänge voneinander getrennt, sodass man zwischen zwei solcher Vorhänge „in der Gasse“ stehen kann. Manchmal ist jede Gasse mit einem Hubpodium versehen, sodass die Spielfläche gestuft werden kann.
Über jeder Gasse sind oft ein Prospektzug und eine Zugstange für Scheinwerfer (Oberlichtzug, siehe Theaterbeleuchtung) eingerichtet. Der Ausdruck Gassenlicht wird für die seitliche Position von Bühnenscheinwerfern etwa in Kopfhöhe der Darsteller verwendet, die zwischen den Blenden aufgestellt sein können.